# Coenotephria bellissima
Coenotephria bellissima är en fjärilsart som beskrevs av Butler 1893. Coenotephria bellissima ingår i släktet Coenotephria och familjen mätare. Inga underarter finns listade i Catalogue of Life.